# ルイ (単位)
絫（るい）は、中国の古代の質量の単位で、銖の1/10にあたる。銖が約0.59gであることから、絫は約0.059gに当たる。
『漢書』律暦志「権軽重者不失黍絫。」の注に「応劭曰十黍為絫、十絫為一銖。」と言っている。これによればキビ10粒の質量が絫で、10絫が銖にあたる。『漢書』律暦志の本文は銖より下の単位を定義していないが、後の『孫子算経』では「黍 - 絫 - 銖 - 両 - 斤 - 鈞 - 石」と体系化している。ここでは「絫」は実用的な目的よりも「銖」を定義するための名目的な単位になっている。このように穀物から質量の単位を導こうとするのはヤード・ポンド法のグレーンにも見られる発想である。
唐代以降は質量の単位が十進化したため、古い銖や絫が単位として使われることはなくなった。

## 漢字について
『説文解字』では「絫」と「纍」を別の字として載せており、質量の単位は前者である。『広韻』でも「絫」と「纍」は別の字で、韻も異なるが、「累」は「絫」の異体字としている。しかし一般には「累」と「纍」はしばしば同一視される。質量の単位としては古い「絫」の形で書かれることが多い。